# Pletzen
Der Pletzen ist ein 2345 m ü. A. hoher Berg in den Seckauer Tauern in der Steiermark. Er befindet sich unmittelbar nördlich des Großen Ringkogels.
Aufstiegsmöglichkeiten bestehen, wenn man vom Großen Ringkogel nördlich weiter zum Pletzen wandert. Außerdem kann man vom Ingeringgraben aus über die Sundlalm weiter über den Sundlsee zum Pletzen aufsteigen. Eine andere Möglichkeit aufzusteigen ist es, vom Ingeringsee aus direkt über das Kärntental oder das Bärental zum Pletzen zu gelangen.